# Front Patriòtic pel Canvi
El Front Patriòtic pel Canvi (Francès: Front Patriotique pour le Changement) és un partit polític de Burkina Faso (antic Alt Volta). A les últimes eleccions legislatives, 5 de maig del 2002, el partit va guanyar el 0,5% del vot popular i 1 dels 111 escons. Forma part de la coalició Grup del 14 de Febrer